# Turów Zgorzelec
Die PGE Turów Zgorzelec ist eine polnische Basketballprofimannschaft. Der in der Zgorzelecer PGE Turów Arena beheimatete Club spielte in der Polska Liga Koszykówki (deutsch Polnische Basketball-Liga) und früher auch in der EuroLeague.

## Geschichte
Der Verein Turów Zgorzelec wurde 1948 gegründet. Aus ihm ging 1964 die Abteilung Basketball hervor. 1978 stieg der Club das erste Mal in die Polnische 1. Basketball-Liga auf und spielte dort für nur eine Saison. Die folgenden 25 Jahre spielte der Verein in der 2. polnischen Liga und stieg nach dem ersten Platz in der 2. Liga 2004 wieder in die 1. Liga auf. In den folgenden Jahren gelang es Turów sechsmal (2007, 2008, 2009, 2011, 2013, 2014) das Play-off-Finale zu erreichen. Der erste Titelgewinn gelang erst bei der sechsten Finalteilnahme in der Saison 2013/14. Fünfmal (2007/08 2008/09, 2009/10, 2010/11, 2011/2012) nahm Turów am ULEB Eurocup teil. In der Saison 2007/08 erreichte die Mannschaft das  Final Eight Turnier des ULEB Eurocup. In der Saison 2013/2014 gewann Turów die erste Landesmeisterschaft seiner Geschichte und qualifizierte sich damit für die EuroLeague.

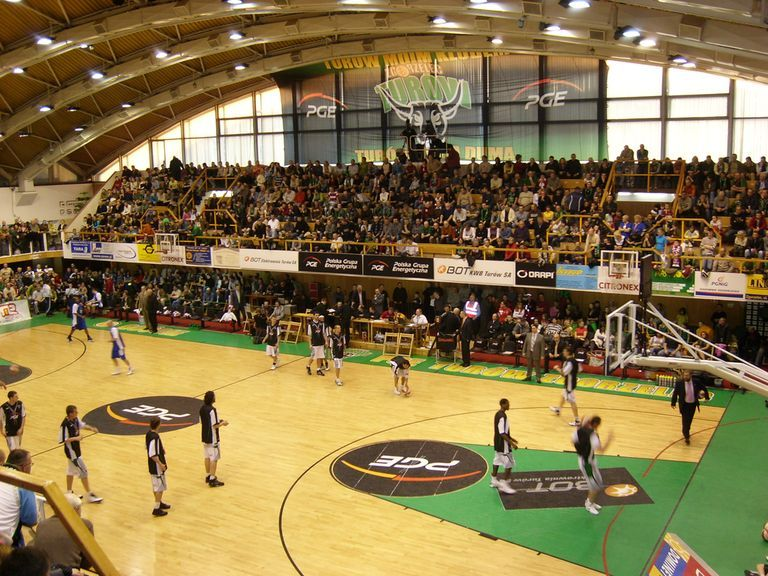
Blick auf das Spielfeld und einen Teil der Tribüne des Centrum Sportowe in Zgorzelec

## Erfolge in der Polnischen Basketball-Liga
- Saison 2017/18 – 8. Platz
- Saison 2016/17 – 10. Platz
- Saison 2015/16 – 9. Platz
- Saison 2014/15 – Vizemeister
- Saison 2013/14 – Meister
- Saison 2012/13 – Vizemeister
- Saison 2011/12 – 4. Platz
- Saison 2010/11 – Vizemeister
- Saison 2009/10 – 5. Platz
- Saison 2008/09 – Vizemeister
- Saison 2007/08 – Vizemeister
- Saison 2006/07 – Vizemeister
- Saison 2005/06 – 7. Platz
- Saison 2004/05 – 4. Platz

## Pokalerfolge
- Saison 2014/15 – Superpokal

## Hallen
Die Mannschaft trägt ihre Heimspiele in der PGE Turów Zgorzelec Arena in der Lubańskastraße aus. Dieser Neubau löste 2015 die alte Sportstätte, das 1986 errichtete Centrum Sportowe in der Maratońskastraße ab, welche 1700 Zuschauern Platz bot.

## Bekannte ehemalige Spieler
- Adam Wójcik
- Mieczysław Młynarski
- Thomas Kelati
- David Logan
- Konrad Wysocki
- Andres Rodriguez
- Sebastian Machowski
- Michael Ansley
- Torey Thomas
- Yann Mollinari
- Aaron Cel